# Harry Ryan

Start zum Sprint-Finale bei der Bahn-WM 1913. V. l. n. r.: Christel Rode, William Bailey und Harry Ryan

Harry Edgar Ryan (* 21. November 1893 in St. Pancras, London; † 14. April 1961 in Ealing, London) war ein englischer Radrennfahrer. Bei den Olympischen Sommerspielen 1920 in Antwerpen gewann er eine Gold- und eine Bronzemedaille, 72 Jahre bevor ein weiterer Brite mit Chris Boardman 1992 eine Goldmedaille im Radsport errang und 80 Jahre bevor es mit Jason Queally einem Briten zum zweiten Mal gelang, sowohl Gold wie Bronze bei Olympischen Spielen zu holen.
Harry Ryan war der jüngste von fünf Brüdern, mindestens zwei von ihnen betrieben so wie er Radsport im Polytechnic Cycling Club, der vom Vater George F. Ryan, einem Ladeninhaber, unterstützt wurde. Von 1911 an fuhr er erfolgreich wichtige Radrennen, 1912 schlug er den Weltmeister von 1908 im Sprint, Victor Johnson. Im selben Jahr wurde er nationaler Meister über 25 Meilen, sein erster britischer Titel von insgesamt vieren. 1913 startete Ryan in Berlin bei den Bahn-Weltmeisterschaften im Sprint und wurde Vize-Weltmeister hinter seinem Landsmann William Bailey.
1914 wurde Harry Ryan als Soldat zum Ersten Weltkrieg eingezogen und erlitt eine schwere Kopfverletzung, von der er jedoch genas. Nach dem Krieg startete er 1919 beim Manchester Wheelers meet vor 17 000 Zuschauern und gewann drei Rennen, die als nationale Meisterschaften galten. Bei den Olympischen Spielen in Antwerpen 1920 startete er in zwei Disziplinen und gewann Bronze im Sprint sowie Gold im Tandemrennen, gemeinsam mit Thomas Lance. Im selben Jahr wurde er Dritter der Amateure beim Grand Prix de Paris.
1923 trat Ryan vom aktiven Radsport zurück, blieb dem Sport jedoch als Funktionär verbunden, so als Kommissär, Delegierter beim Weltradsportverband Union Cycliste Internationale (UCI) und Team-Manager der britischen Mannschaft bei verschiedenen Anlässen.